# NASA X-38

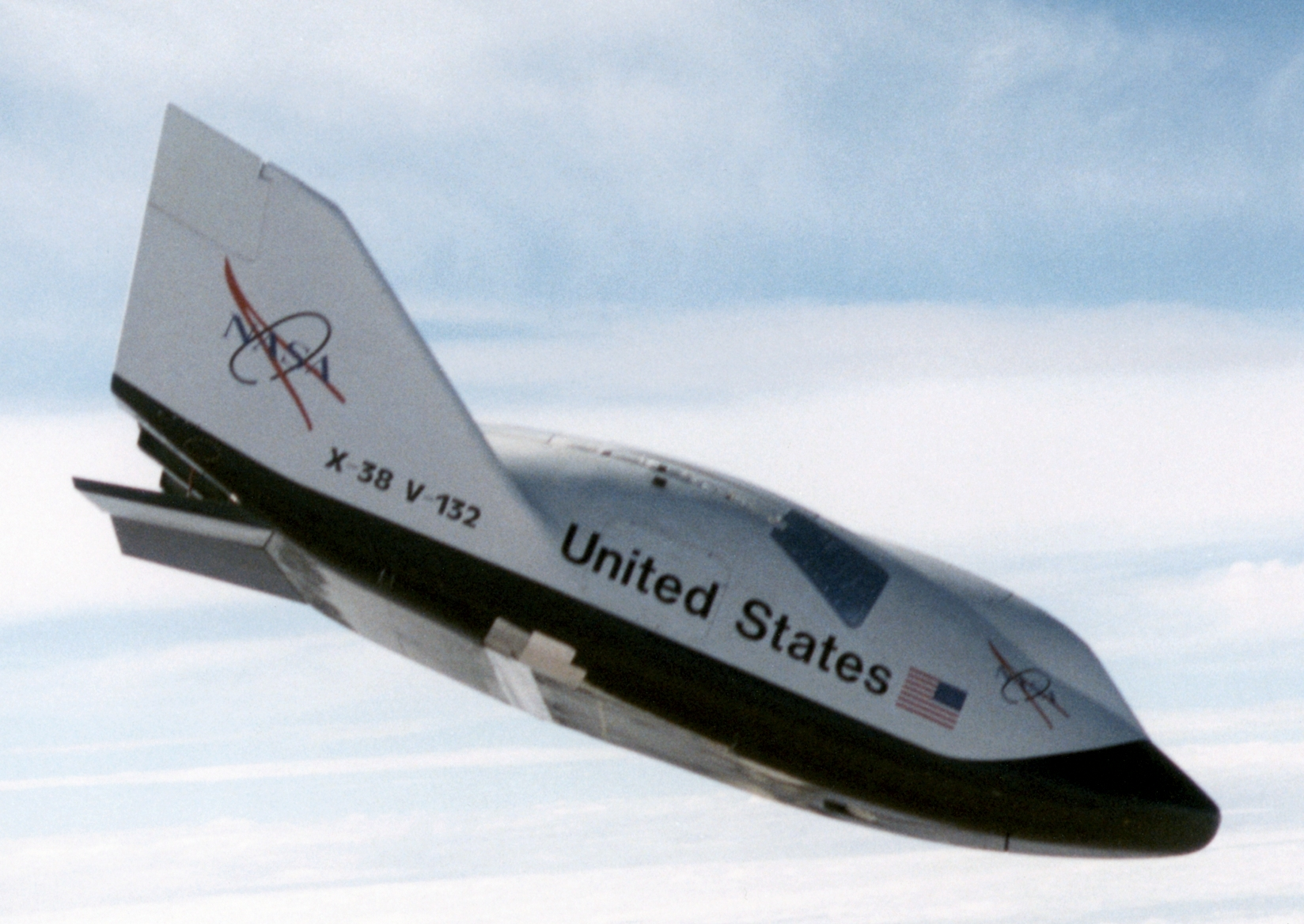
CRV im Sinkflug (1999)

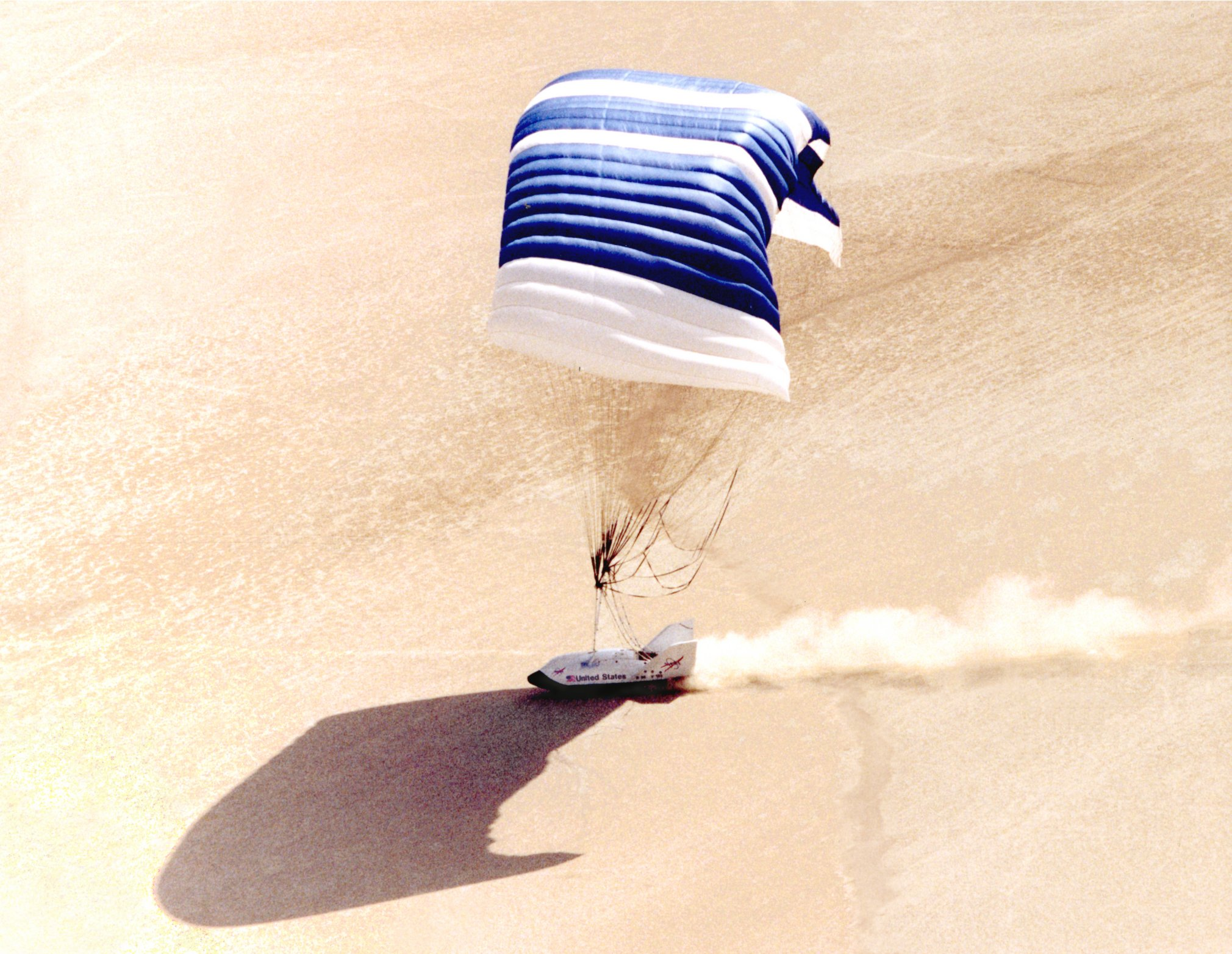
X-38 bei der Landung am Gleitschirm

X-38 ist die Bezeichnung eines Rettungssystems, das im Notfall die Evakuierung der Internationalen Raumstation (ISS) ermöglichen sollte. Es bestand aus einem antriebslosen aerodynamischen Auftriebskörper und sollte automatisch zur Erde zurückkehren können. Die X-38 ist eng verbunden mit der Bezeichnung Crew Return Vehicle (CRV). Dieser Begriff wird jedoch auch allgemein für Raumschiffe, die für den Fall einer Evakuierung vorgehalten werden, genutzt.
Bis zur geplanten Realisierung dieses Projekts waren als ständig verfügbare Rettungsmöglichkeiten von der Raumstation Sojus-Raumschiffe vorgesehen. Da das Projekt 2002 abgebrochen wurde und auch andere Raumschiffentwicklungen eingestellt wurden oder unter sehr großen Verzögerungen litten, blieb diese Situation auch in der Folge erhalten.

## Konzept
Die Planungen in den 1990er Jahren sahen vor, den Gleiter mit einem Space Shuttle zur Raumstation zu bringen und ihn dort permanent bis zu 3 Jahre angedockt zu lassen. Bei einem Notfall wäre die Besatzung in den X-38 gestiegen, hätte von der ISS abgekoppelt und die Umlaufbahn verlassen. Der mit einem Hitzeschild ausgestattete Gleiter wäre in die Erdatmosphäre eingetreten und durch den Luftwiderstand abgebremst worden. In den erdnahen Luftschichten hätte ein stufenweise entfalteter Gleitschirm dem Gleiter und seiner Mannschaft eine sichere und weiche Landung auch auf dem Festland ermöglicht. Im Normalfall wäre diese Landung automatisch abgelaufen, da man damit rechnete, verletzte Besatzungsmitglieder zurückführen zu müssen.
X-38 war als reines Rettungsboot gedacht und sollte im Gegensatz zur zuvor von der NASA konzeptionierten vollwertigen Raumfähre NASA HL-20 über keinen autarken Antrieb verfügen, sondern nur über Steuerungsfunktionen durch ein mit Stickstoff betriebenes Düsensystem und ein Paar Hecksteuerklappen, die wegen der hohen Temperaturbelastung beim Wiedereintritt, wie auch weitere Hitzeschildkomponenten (Nasenkappe, Flügelvorderkanten), vollständig aus faserverstärkter Keramik bestehen. Am Heck war ein Antriebsmodul mit acht Düsen vorgesehen. Es sollte die X-38 von der Raumstation weg bringen und die für den Wiedereintritt notwendige Bremsenergie liefern. Danach sollte es abgesprengt werden und verglühen.
Das Lebenserhaltungssystem war auf sieben Stunden ausgelegt.
Für das Andocken der X-38 an die Raumstation wurde speziell der Kopplungsadapter des Low Impact Docking Systems entwickelt und auch als Prototyp getestet. Der Andockadapter hätte sich auf der Oberseite des Rumpfes befunden.
Als Muster zur Entwicklung des X-38 wurde das Projekt X-24A der United States Air Force / NASA einbezogen. Die spezielle Konstruktionsweise u. a. des X-38 nennt man Lifting Body (dynamischer Auftriebskörper).

### Europäischer Anteil

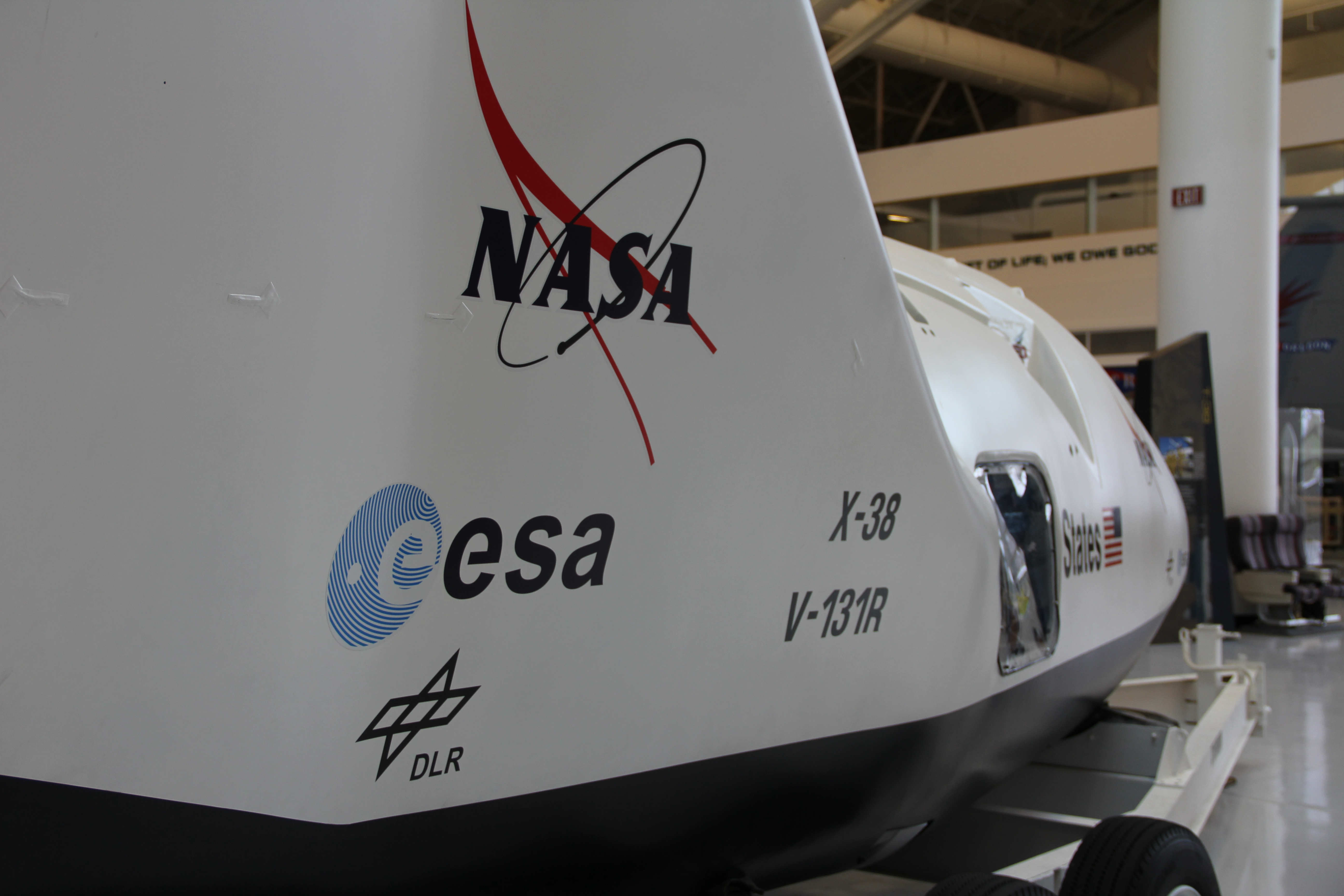
Logos auf dem Prototyp nach dem Umbau zur V-131 R, Evergreen Aviation & Space Museum, 2011

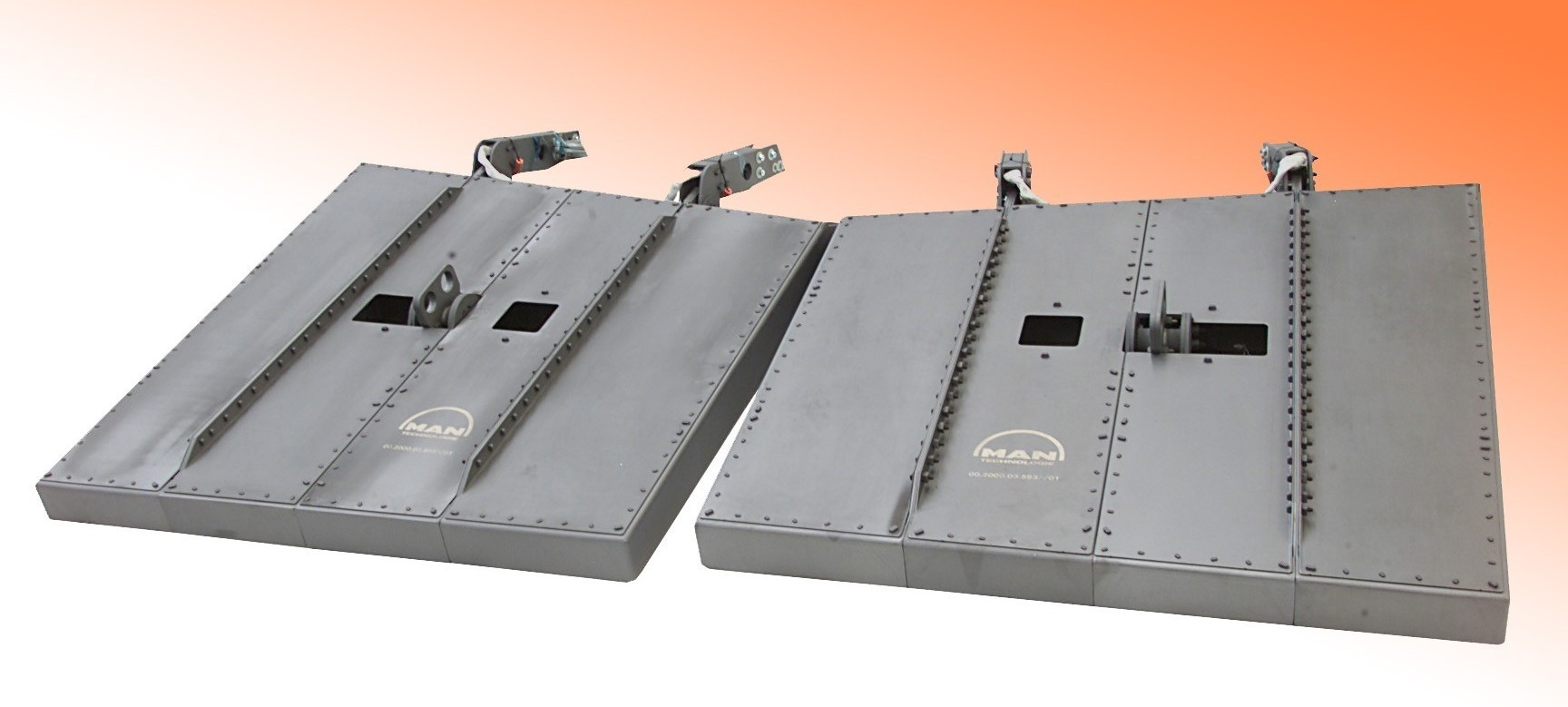
Die Hecksteuerklappen der X-38 wurden in Deutschland aus C/SiC-Verbundkeramik gefertigt

Der europäische Anteil an der Entwicklung bestand unter anderem in der Konstruktion der hinteren Rumpfstruktur nach den Vorgaben der NASA, der Leitwerksstruktur, Ruder, Nasenkonus, Klappen am Rumpf, flexible Hochtemperatur-Isolationen, Arbeiten zur Aerodynamik, Landegestell (Kufen), Sitze, Entwicklung des Andockadapters, Cockpitanzeigen und der Avionik. Die Hauptvertragspartner der ESA waren MAN Technologie/Deutschland und Alenia/Italien, insgesamt waren 22 Unternehmen aus acht Staaten beteiligt.
Die Navigations- und Steuersoftware für die Gleitschirmlandung kam von der ESA und wurde von der NASA angepasst, das zugehörige Steuersystem wurde von Astrium gebaut.
Auf dem Prototyp V-131 R (R=reworked) waren entsprechend neben dem NASA-Logo auch die Logos der ESA und des Deutschen Zentrums für Luft- und Raumfahrt angebracht.
Während der Entwicklung war die Ariane 5 für den Start einer weiterentwickelten Variante des Raumfahrzeugs im Gespräch.
Das strukturelle Konzept eines metallischen Skeletts mit einer nur teilweise tragenden Beplankung stellte sich als nicht genügend effizient heraus, was zur mehrfachen Anpassung der Masse des Fahrzeugs und daraus resultierend zu Iterationen am Gleitschirm wie auch am Thermalschutz führte. Auch der Start mit der Ariane 5 scheiterte letztendlich an den damit verbundenen Problemen.

## Prototypen und Flugerprobung

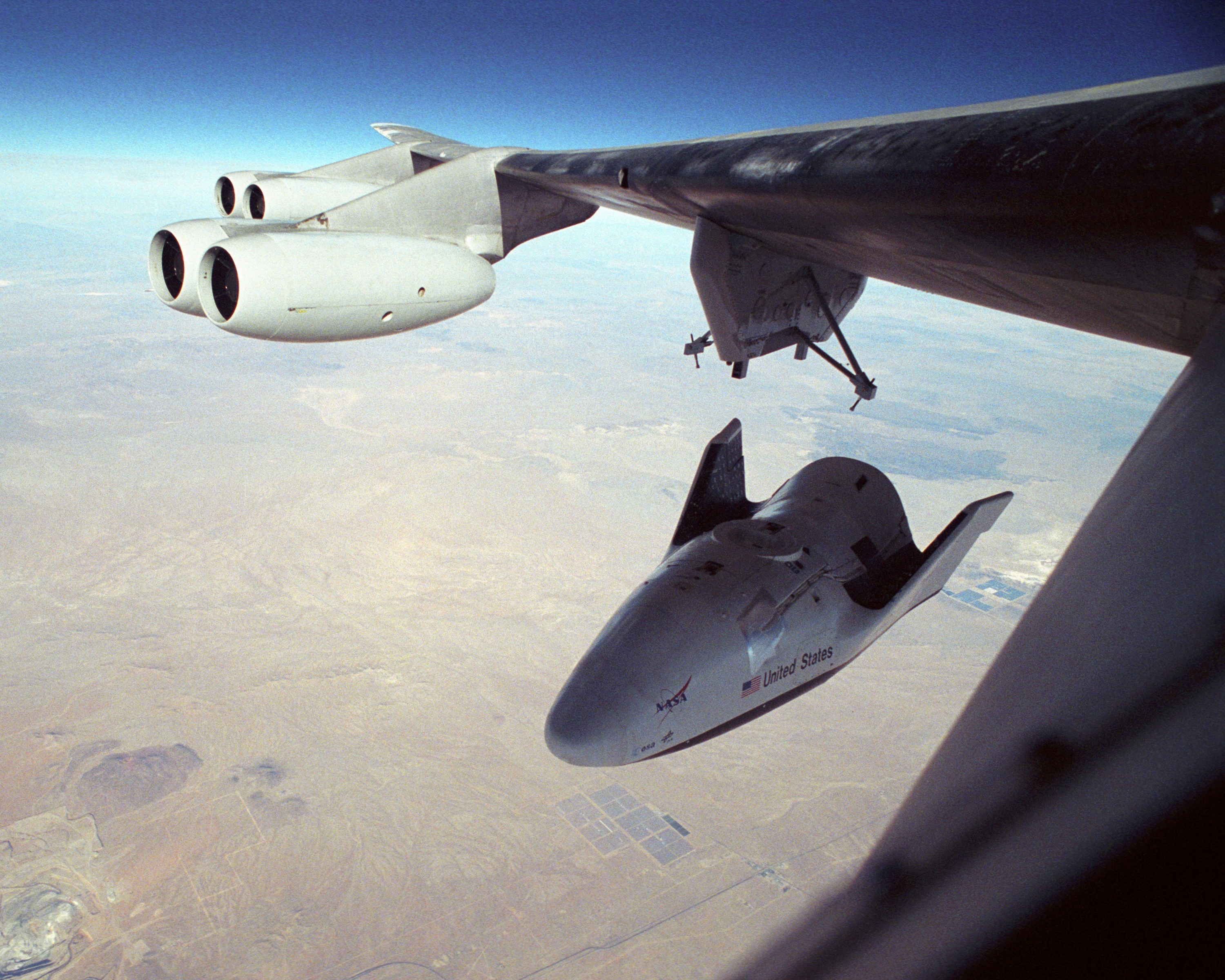
X-38 bei einem Testflug kurz nach dem Abwurf von einer Trägermaschine des Typs B-52

Dreiseitenansicht V-131

Die gegenüber dem geplanten endgültigen Modell auf etwa 80 % verkleinerten Prototypen wurden bei Scaled Composites gebaut. Ein weiterer Prototyp in voller Größe, der am Johnson Space Center gebaut wurde, sollte der erste Prototyp für einen Flug ins All werden. Er wurde zu 90 % fertiggestellt. Das Gleitschirmsystem wurde von der US-Armee entwickelt. Die Weiterentwicklung, die während des X-38-Programms erfolgte, floss ebenfalls in militärische Anwendungen zurück.
- V-131: 80 % der Originalgröße; Flugversuche an der B-52 ab Juli 1997, danach 2 Abwurfversuche;[3] anschließend Umbau zur V-131R
- V-131R (rebuild) entstand im Sommer 2000[3] nach Überarbeitung der Außenkontur aus V-131; Abwurfversuche
- V-132: Prototyp, 80 % der Originalgröße; Testflüge im März und Juli 1999 sowie am 30. März 2000[3]
- V-201: erster Prototyp, in voller Größe; sollte ins All transportiert werden; zu 90 % fertiggestellt; keine Flugversuche

Der Erstflug fand am 12. März 1998 statt. Die B-52, die die Prototypen in die Luft brachte, war auch schon genutzt worden, um die X-15 zu starten.
Nach sieben Flügen fand der letzte Flug am 13. Dezember 2001 statt.
Im Zuge der Erprobung wurde der damals weltgrößte Gleitschirm eingesetzt.

## Ende des Projekts

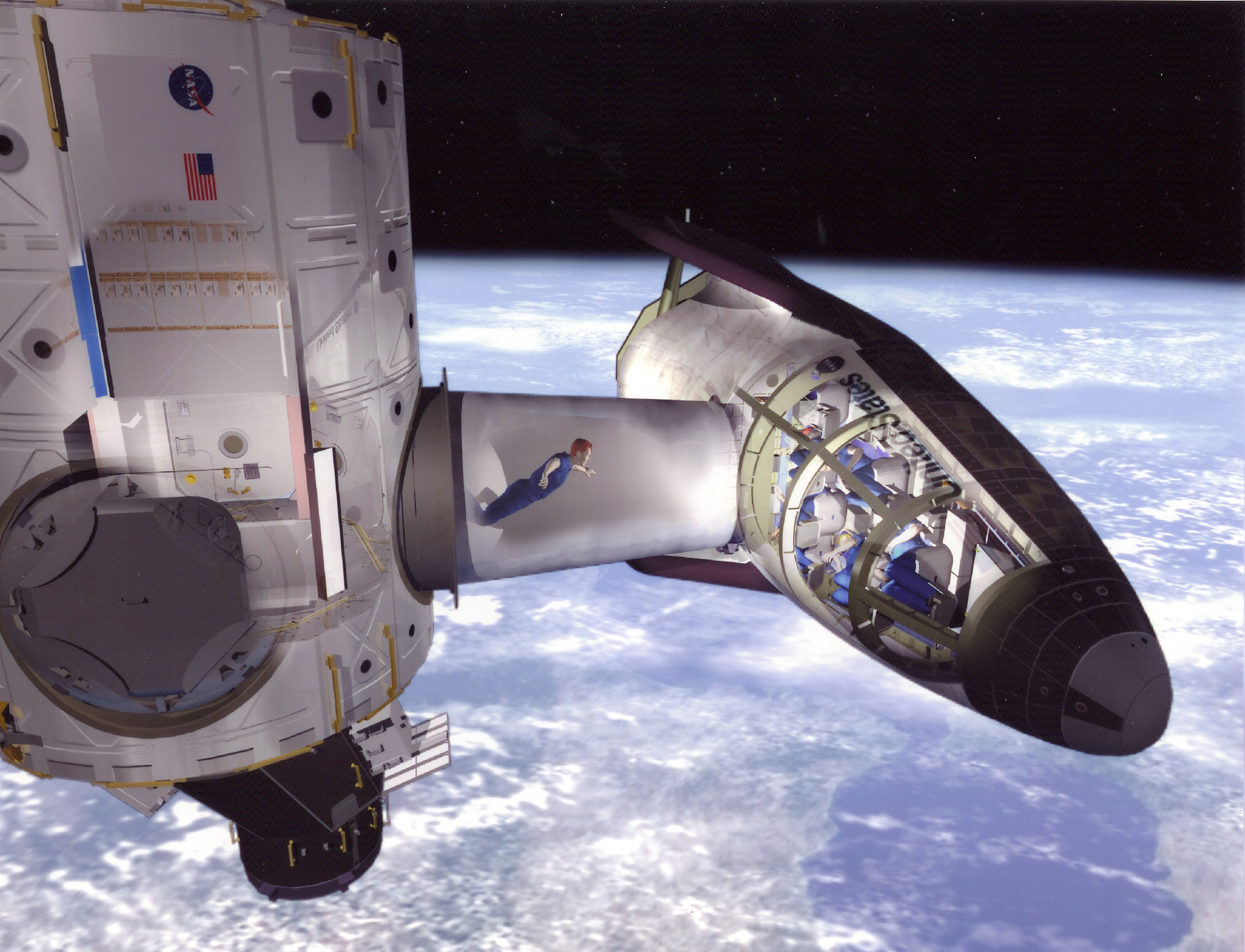
X-38 an der ISS (Computergrafik)

Das Ende der Entwicklung der X-38 kam im März 2002 im Zuge von Einsparmaßnahmen, nachdem diverse Budgets der ISS überschritten wurden. Neben der X-38 waren auch mehrere Module der ISS betroffen. Ursprünglich waren die Kosten für das X-38-Projekt auf 700 Mio. US-Dollar angesetzt, eine CRV-Kapselentwicklung war auf 2 Mrd. US-Dollar geschätzt worden.
Der Entfall des Crew Return Vehicle bedeutete für die Raumstation ISS eine Beschränkung der Besatzungsgröße auf sechs Raumfahrer, da nur maximal zwei Sojus-Raumschiffe (für jeweils drei Personen) an die ISS angedockt werden können. Mit einem X-38 basierten CRV hätten bis zu sieben Personen evakuiert werden können.
Einer der X-38-Prototypen ist im Strategic Air Command & Aerospace Museum in Ashland, Nebraska ausgestellt.
Das Konzept des dynamischen Auftriebskörpers wurde von der Firma SpaceDev bzw. SNC im Rahmen des COTS-, CCDev- und CRS-Programms der NASA aufgegriffen und in der Entwicklung des Raumgleiters Dream Chaser umgesetzt. Für dieses Raumschiff wird von der ESA der bei der X-38 begonnene IBDM-Kopplungsadapter fertigentwickelt und gebaut.